# Кхэйин
«Кхэйин» или «Циин» (иер. трад. 耆英號, упр. 耆英号, ютпхин: Kei4jing1-hou6, кант.-рус.: Кхэйин-хоу, пиньинь: Qíyīng-hào, палл.: Циин-хао; англ. Keying) — китайская трехмачтовая джонка, которая в 1846—1848 годах совершила путешествие из Гонконга в Нью-Йорк, Бостон и Лондон.
Несмотря на запрет продавать китайские корабли иностранцам, нелегально продана английским бизнесменам летом 1846 года. 6 декабря 1846 отплыла из Гонконга. Экипаж состоял из 30 китайцев и 12 англичан. Капитаном был англичанин Чарльз Келлетт. 31 марта 1847 года «Кхэйин» обогнула мыс Доброй Надежды, 17 апреля приплыла к острову Святой Елены, после чего взяла курс на север.

## Нью-Йорк и Бостон
По изначальным планам джонка должна была плыть напрямик в Лондон, но из-за шторма ей пришлось значительно отклониться от курса. Нехватка воды и провианта и настроение экипажа вынудили капитана Келлетта плыть в Нью-Йорк. В июле 1847 года «Кхэйин» встала на якорь у южного конца острова Манхэттен, напротив современного Бэттери-Парк. Там она простояла несколько месяцев, и каждый день на её борт поднималось — само собой разумеется, за плату — до 7000 туристов.
Тем временем на борту произошел конфликт между китайской и британской частью экипажа. В сентябре семь китайских матросов были арестованы за нападение на Эдварда Реветта, помощника капитана. Во время суда китайцы объявили, что капитан Келлетт нанял их на плавание в Батавию (ныне Джакарта) на срок не более восьми месяцев. Вместо этого, джонка отправилась в Европу и Северную Америку; когда матросы пытались возразить, их били плетками и пригрозили застрелить. Матросы объяснили, что напали на помощника капитана, потому что тот не выплатил им обещанное жалование — 8 долларов в месяц. Суд признал матросов невиновными и приказал владельцам судна оплатить нескольким китайцам дорогу на родину.
В ноябре 1847 года джонка прибыла в Бостон и встала в устье реки Чарльз. Как и в Нью-Йорке, она принимала толпы посетителей; в День благодарения её посетили 4000—5000 человек. Наконец 17 февраля 1848 года джонка отплыла в Англию.

## Лондон
28 февраля джонка попала в бурю, в результате чего были утеряны шлюпки, поврежден руль и главный парус. Тем не менее, «Кхэйин» пересекла Атлантику за 21 день и 15 марта доплыла до Джерси, что — согласно Illustrated London News — выгодно смотрелось даже на фоне скорости американских пакетботов. Английские газеты отмечали удачную конструкцию корабля:

Она показала отличные мореходные качества; по способности переносить бури она равна судам построенным в Великобритании, а возможно и превосходит их.
Оригинальный текст (англ.)She proved herself an excellent sea-boat; and her powers of weathering a storm equal, if not surpass, those of vessels of British build.
— Illustrated London News, 1848
В Лондоне «Кхэйин» встала на якорь в Темзе в Блэкуолле, и опять стала популярной туристической достопримечательностью. В мае джонку посетила и королева Виктория.
Впрочем, китайское судно пришлось на вкус не всем жителям Лондона. Диккенс назвал Кхэйин «нелепым уродством» и «плавучей игрушечной лавкой», и написал, что Китай — отсталая страна, где

лучшее, на что способно искусство мореплавания — это нарисовать два огромных глаза на носу корабля, чтобы он видел, куда плывет … и развешивать куски красного тряпья во время шторма чтобы успокоить гнев океана.
Оригинальный текст (англ.)the best that seamanship can do for a ship is to paint two immense eyes on her bows, in order that she may see her way... and to hang out bits of red rag in stormy weather to mollify the wrath of the ocean.

В 1853 году «Кхэйин» была отбуксирована в устье Мерси, где вскоре сгнила и пришла в негодность.
- Медаль в честь прибытия «Кхэйин» в Англию
- Иллюстрация в Illustrated London News, апрель 1848
- Статья в Illustrated London News

## Описание корабля
Согласно газетам, «Кхэйин» была 45 метров (160 футов) длиной, 10,7 метров (35 футов) шириной, и имела полное водоизмещение 800 тонн. Нос поднимался на 9 метров над водой, корма — на 13,5 м. Корпус был построен из тика. Борта были ярко раскрашены. На носу была нарисована пара глаз, на корме — огромный петух. Джонка имела три мачты из железного дерева. Гротмачта была 27 метров высотой и 3 метра в обхвате на уровне палубы. Каждая мачта несла только один прямоугольный парус. Паруса были из циновок, усиленных поперечными бамбуковыми ребрами; благодаря такой конструкции, главный парус весил 9 тонн, и для того, чтобы его поднять, требовалось два часа. Руль был решетчатый, из железного дерева и железа, и весил 7 тонн. Крепился к корпусу на двух канатах и мог играть роль киля.